# Magaña
Magaña település Spanyolországban, Soria tartományban. Magaña Cerbón, Valdeprado, Cigudosa, Valdelagua del Cerro, Trévago, Valdegeña, Suellacabras, La Losilla, Carrascosa de la Sierra, Valtajeros és Fuentes de Magaña községekkel határos. Lakosainak száma 64 fő (2024).

## Népesség
A település népessége az elmúlt években az alábbi módon változott:
| Lakosok száma | 99   | 108  | 98   | 101  | 89   | 88   | 80   | 69   | 66   | 64   |
|               | 2001 | 2004 | 2007 | 2009 | 2012 | 2014 | 2017 | 2019 | 2022 | 2024 |